# Брых, Феликс
Фе́ликс Брых (нем. Felix Brych; род. 3 августа 1975, Мюнхен) — немецкий футбольный судья, судья ФИФА с 2007 года. Судил матчи финальной стадии чемпионатов мира 2014 года в Бразилии и 2018 года в России.

## Карьера
В 2004 году начал обслуживать матчи Бундеслиги. С 2007 года — судья ФИФА. В октябре того же года судил свой первый матч на международном уровне: квалификационный матч Чемпионата Европы по футболу 2008 Румыния — Люксембург (2-0). В феврале 2008 года работал на матче 1/32 Кубка УЕФА «Панатинаикос» — «Рейнджерс», в следующем сезоне: «Ливерпуль» — «ПСВ Эйндховен» уже в Лиге чемпионов. 18 октября 2011 года обслуживал матч Лиги чемпионов «Оцелул» — «Манчестер Юнайтед».
В 2017 году был назначен на финал Лиги чемпионов.
Феликс Брых также имеет докторскую степень юриста, защитив докторскую диссертацию о спорте. Является болельщиком футбольного клуба Реал Мадрид. Любимый игрок: Тони Кроос.